# Albert van Veenendaal
Albert van Veenendaal (* 24. Juli 1956 in Utrecht) ist ein niederländischer Jazzpianist.

## Leben und Wirken
Van Veenendaal studierte am Konservatorium Amsterdam bei Misha Mengelberg (1978 bis 1980), Niko Langenhuijsen (1978–1983), Willem van Manen (1978–1981) und Arnold Dooyeweerd (1978 bis 1982). Er gewann 1982 die Meervaart Jazz Competition. Seither arbeitete er mit Musikern wie Corrie van Binsbergen, Arnold Dooyeweerd, Rob van den Broeck, Wiek Hijmans, Cameron Brown und Sylvie Courvoisier.
Daneben gründete er eine Reihe eigener Bands, darunter das Trio Pavlov (mit Oene van Geel und Hans Hasebos), das Travelling Light Piano Trio (mit Niko Langenhuijsen und Jozef Dumoulin), ein Trio mit Meinrad Kneer und Yonga Sun und ein Duo mit Kneer. Auch gibt er Konzerte als Solopianist. 2001 gründete er ein Four Piano Quartet.
Mit der Gruppe President of the Globe (mit Elisa Roep, Alec Kopyt, Meinrad Kneer und Tobias Klein) widmet sich van Veenendaal dem Werk des Lyrikers Velimir Chlebnikov. Mit der Gruppe I Compani (mit Bo van de Graaf, Ewout Dercksen, Jeroen Doomernik, Tessa Zoutendijk, Hans Hasebos, Meinrad Kneer und Yonga Sun) startete er 2007 in Nijemegen das multimediale Projekt Circusism. Er ist auch als Komponist aktiv.

## Diskographische Hinweise
- Pavlov: Sinatra This Way, 2000
- Van Veenendaal und Esmée Olthuis: This Is to Say, 2002
- Pavlov: Vlieg Op!, 2004
- Van Veenendaal und Esmée Olthuis: Stripes & Spikes & Stripes, 2005
- Travelling Light Piano Trio: Terra Firma, 2005
- Van Veenendaal/Kneer/Sun: Songs to Dance Strangely With, 2005
- Van Veenendaal/Fabrizio Puglisi: Duets for Prepared, Unprepared and Toy Pianos, 2006
- Duo Kneer/Van Veenendaal: The Munderkingen Sessions part 1, 2006
- Amsterdam, de Wereld (KLR014): 711 Steps, 2006[1] [10'] soprano, (bass)clarinet, violoncello
- Kees van der Zwaard & Pavlov: Koos, 2007
- Calefax & Eric Vloeimans On the Spot, 2013
- Matthieu Donarier/Albert van Veenendaal The Visible One’s, 2014
- van Otterloo/van Veenendaal No Trace, 2015
- Albert van Veenendaal & Makki van Engelen: Tale Tellers from a Timeless Tribe: Talk of the Town, 2021[2]